# Amblyopyrum muticum
Amblyopyrum es un género monotípico de plantas de la familia de las poáceas. Su única especie: Amblyopyrum muticum (Boiss.) Eig, es originaria de Eurasia.

## Etimología
Del griego amblus (‘mocho’) y puros (‘trigo’), quizás aludiendo a las espigas con espiguillas mochas. A veces se refiere a Aegilops.

## Descripción
Es una planta anual. Culmos herbáceos. Hojas auriculadas, o no auriculadas. Láminas de las hojas lineales; angostas; 1,5–6 mm de ancho; usualmente chatas; sin venación cruzada. Lígula con membrana; truncada; de 0,5 mm de largo.
Es una planta bisexual, con espiguillas bisexuales; y flores hermafroditas. Las espiguillas de ambas formas sexuales en la misma planta; puede ser hermafrodita e estéril (raramente, estéril en las extremidades de la inflorescencia).

### Citología
El número cromosómico básico del género es x = 7, con números cromosómicos somáticos de 2n = 14 diploide.

## Variedades
- Amblyopyrum muticum subsp. loliaceum (Jaub.) Á. Löve
- Amblyopyrum muticum var. loliaceum (Jaub.) Eig
- Amblyopyrum muticum subsp. muticum

## Sinonimia
- Aegilops loliacea Jaub.
- Aegilops mutica Boiss.
- Aegilops tripsacoides Jaub.
- Triticum muticum (Boiss.) Hack.
- Triticum muticum var. tripsacoides (Jaub.) Thell.
- Triticum tripsacoides (Jaub.) Bowden
- Triticum tripsacoides fo. loliaceum (Jaub.) Bowden
- Triticum tripsacoides fo. tripsacoides[2]

## Fuente
1. 1 2  Watson L, Dallwitz MJ. (2008). «The grass genera of the world: descriptions, illustrations, identification, and information retrieval; including synonyms, morphology, anatomy, physiology, phytochemistry, cytology, classification, pathogens, world and local distribution, and references». The Grass Genera of the World. Consultado el 19 de agosto de 2009.
2. ↑  «Amblyopyrum muticum». Tropicos.org. Missouri Botanical Garden. Consultado el 15 de enero de 2010.

- Datos: Q18670616
- Especies: Amblyopyrum muticum